# Ignazio Cantù
Ignazio Cantù (Brivio, 5 dicembre 1810 – Monza, 20 aprile 1877) è stato un saggista italiano.

## Biografia
Fratello del più noto Cesare Cantù fu educatore e autore di opere destinate alle scuole; in particolare scrisse sugli avvenimenti delle Cinque giornate di Milano in Gli ultimi cinque giorni degli Austriaci in Milano e in Storia ragionata e documentata della rivoluzione lombarda.

## Opere
- Romanza d'Ignazio Cantù studente,
- Le vicende della Brianza e de' paesi circonvicini,
- Guida pei monti della Brianza e per le terre circonvicine,
- Beatrice o la corte di Lodovico il Moro.[1]
- Viaggio ai laghi Maggiore, di Lugano, di Como, al Varesotto, alla Brianza e luoghi circonvicini,
- Quattro giorni in Milano e suoi Corpi Santi colle notizie più utili al viaggiatore,
- Milano nei tempi antico, di mezzo e moderno studiata nelle sue vie Passeggiate storiche,
- Viaggio da Milano a Venezia,
- Dal Mombianco al Mongibello,
- Il marchese Annibale Porrone,
- Morale e religione,
- Sanità e industria,
- Enciclopedia Popolare,
- L'Italia scientifica contemporanea,
- Storia ragionata e documentata della rivoluzione lombarda,
- Gli ultimi cinque giorni degli austriaci in Milano,
- Italiano in viaggio per Londra,
- Le vicende della Brianza,
- Il Nuovo Burigozzo Almanacco del ricco e del povero dedicato agli Italiani,
- Grande Illustrazione del Lombardo Veneto (con il fratello),
- Cielo e terra, o le meraviglie della natura spiegate ai giovanetti,
- La terra. Compendio di geografia,
- Il piccolo Alberti. Vocabolario della lingua italiana ad uso delle scuole,
- Storia aneddotica delle campagne e degli assedi della guerra franco-prussiana 1870-71,
- L'incendio di Parigi nel 1871,
- Album dell'Esposizione industriale italiana 1871,
- Uno per tutti e tutti per uno, mutualità e cooperazione: Libro pel popolo